# Inscripțiile georgiene din Nazaret
Inscripțiile georgiene din Nazaret au fost găsite în Nazaret în timpul excavărilor arheologice în 1955-1960, conduse de către un arheolog italian, și preot din ordinul franciscan Bellarmino Bagatti.
Inscripțiile au fost găsite pe perete în Biserica Bunei Vestiri din orașul Nazaret. Au fost datate nu mai târziu în anul 427 prin metoda arheologică, deoarece erau plasate sub o biserică ulterior construită, unde au fost folosite multe cruci în picturile de pe podea, lucru care a fost interzis prin edictul emis în anul 427.
Conform izvoarelor istorice, inscripțiile georgiene ar fi putut  apărea  în interiorul Bisericii Bunei Vestiri din Nazaret numai în anii 330-427. Aceste inscripții au fost studiate de savantul și descifratorul Zaza Aleksidze. Concluzia  savantului este foarte interesantă:
| “ | Graffitile din Biserica din Nazaret sunt de o mare importanță pentru manuscrisul georgian și pentru istoria culturii georgiene în întregime. | ” |

Inscripțiile din Biserica Bunei Vestiri din Nazaret din ziua de azi au fost îndepărtate de perete  și sunt prezervate în diferite muzee din jurul lumii.